# Свешников, Герман Александрович
Герман Александрович Свешников (11 мая 1937, Горький, СССР — 8 июня 2003, Нижний Новгород, Россия) — советский фехтовальщик на рапирах, двукратный олимпийский чемпион, заслуженный мастер спорта СССР (1960).

## Спортивная карьера
- Двукратный олимпийский чемпион в командных соревнованиях на рапирах: 1960 года и 1964 года, серебряный призёр Олимпийских игр 1968 года в команде.
- 9-кратный чемпион мира 1962, 1966 годов в индивидуальном первенстве и 1959, 1961, 1962, 1963, 1965, 1966, 1969 годов в командной рапире, серебряный призёр 1958 и 1967 годов в команде, бронзовый призёр 1965 года в индивидуальном первенстве.
- Обладатель Кубка Европы 1965—1968 годов.
- Чемпион СССР 1958, 1962, 1966, 1967, 1969 годов.

## Биография
Одним из тренеров спортсмена был Лев Васильевич Сайчук.
После завершения спортивной карьеры являлся тренером сборной СССР на Олимпийских играх 1972, заслуженный тренер РСФСР (1975). Несколько лет работал тренером в Венгрии (1985—1994) и Египте (1994—2000). С 2001 года был тренером-преподавателем Нижегородской ДЮСШ по фехтованию.
В 2002 году награждён Почётным знаком «За заслуги в развитии физической культуры и спорта». Почётный гражданин Нижнего Новгорода (2002).
Умер 8 июня 2003 года. Похоронен на Красном (Бугровском) кладбище Нижнего Новгорода. В Нижегородской области ежегодно проводится всероссийский турнир по фехтованию «Окские клинки», посвящённый памяти Германа Свешникова и Людмилы Шишовой.

## Награды
- Медаль «За трудовое отличие» (16.09.1960) — за успешные выступления в XVII летних и VIII зимних Олимпийских играх 1960 года, а также за выдающиеся спортивные достижения[2]